# Martine Vandeville
Pour les articles homonymes, voir Vandeville.

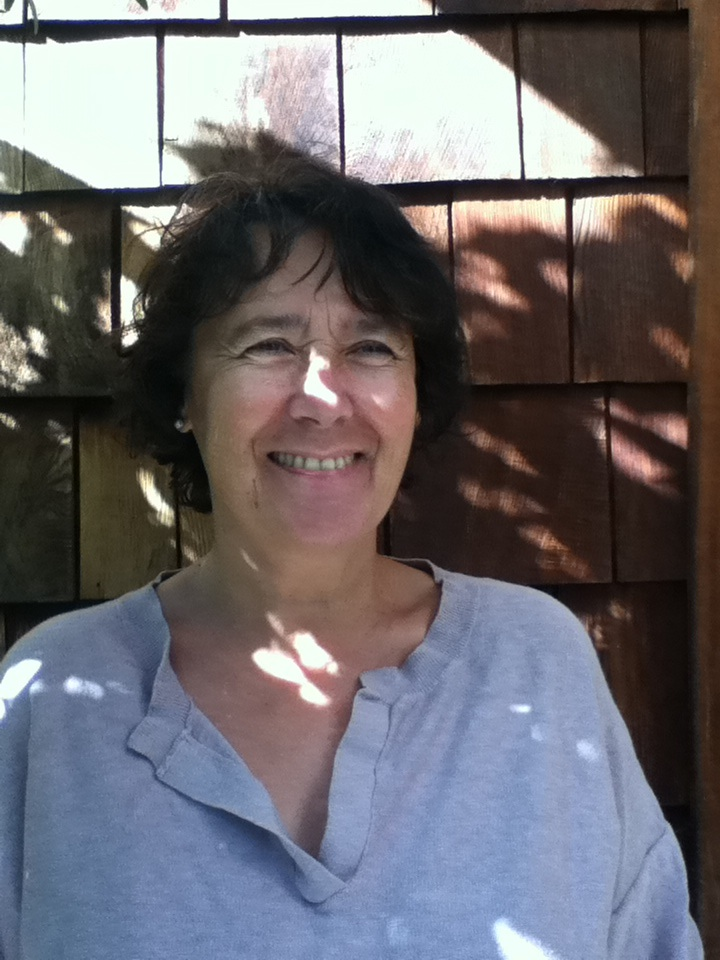
Martine Vandeville en 2012

Martine Vandeville est une comédienne française, née à Tunis en Tunisie le 25 avril 1955.
Passée par l'école Charles-Dullin et formée au Conservatoire national supérieur d'art dramatique à Paris, elle a joué au théâtre sous la direction de Jean-Pierre Vincent, Bernard Sobel et Claudia Stavisky. Elle apparaît aussi à l'affiche de films tels que Le Moine ou Jusqu'à la garde, César du Meilleur Film Français 2019, et de séries télévisées telles que Boulevard du Palais, Engrenages ou Un Village Français.

## Biographie
À l'âge de 20 ans, elle passe conjointement son Baccalauréat en candidate libre et le prestigieux concours du Conservatoire national supérieur d'art dramatique. Elle suit les cours de Marcel Bluwal et Antoine Vitez avec la "Promo 1978". C'est à cette époque qu'elle découvre les spectacles de Jean-Pierre Vincent (Vichy Fiction et Le Tribunal).
Au conservatoire, elle met en scène Concert à la carte de Franz Xaver Kroetz, une pièce alors largement inconnue en France. Elle y interprète le rôle unique, et muet, de Mlle Rasch.
Dans la suite de sa carrière, Martine Vandeville joue sous la direction de metteurs et metteuses en scène français dont Jean-Pierre Vincent, Armand Gatti, Bernard Sobel, Bérangère Bonvoisin, Slimane Benaïssa, Jean-Louis Martinelli, Claudia Stavisky, Dominique Pitoiset et Daniel San Pedro. Elle interprète les pièces de William Shakespeare à Enzo Cormann, en passant par celles de Molière, Sophocle et Georges Feydeau.
Depuis 2012, elle joue régulièrement La Rimb, de Xavier Grall. Dans cette pièce en forme de soliloque, elle interprète Vitalie Rimbaud - la mère du poète, surnommée « la Rimb » par son fils. Propriétaire terrienne, veuve, seule dans sa ferme des Ardennes autour de l’an 1900, elle revient sur sa relation à Arthur, mort depuis quelques années. Elle clame que le «vrai» Rimbaud n’est pas le «poète maudit» idolâtré par les littérateurs parisiens, mais celui qui, revenu de ses errements poétiques et adolescents, s’est enrichi en Afrique et a retrouvé la religion. La Rimb s'est produite sur les planches partout à travers la France (au Lucernaire à Paris, au Théâtre des Célestins à Lyon, à la Biennale internationale de poésie "Les Ailleurs" à Charleville-Mézières etc.). Pour son interprétation de "la RImb", Martine Vandeville reçoit des critiques élogieuses,,,,,,,.
Au cours de sa carrière, elle apparait de plus en plus souvent à l'écran. En 1999, elle interprète Suzanne, le rôle principal dans la Beauté du Monde d'Yves Caumon, pour lequel elle reçoit le prix de la Meilleure Actrice au Festival du film de Vendôme. Elle tourne par la suite avec François Ozon dans Ricky en 2009, Dominik Moll dans Le Moine en 2011 ou avec Pierre Schoeller dans L'Exercice de l'État en 2011. En 2017, elle interprète Nanny, la mère d'Antoine, dans le film de Xavier Legrand, Jusqu'à la garde, vainqueur du César pour le Meilleur Film Français 2019.
Elle a aussi reçu les faveurs du petit écran, avec notamment les téléfilms La Joie de vivre de Jean-Pierre Améris, Rastignac ou les Ambitieux d'Alain Tasma ou Jeux d'Influence de Jean-Xavier de Lestrade. Elle apparaît dans de nombreuses séries télévisées telles que Paris, enquêtes criminelles, Boulevard du Palais, Engrenages et Un village français.
Elle est l'auteure de deux pièces de théâtre. Maitresse d'Esthètes, qu'elle met en scène et interprète au Théâtre de l'Athénée en 1989, et qui retrace la conversation imaginaire de trois artistes masculins autour de la figure fantasmée - et absente, de la "muse". Et Délires d'Eden ou la Guerre des Banques, montée en lecture vagabonde au Théâtre-Studio d'Alfortville,, qui met en scène sur un ton burlesque les péripéties des grands banquiers européens pendant la crise financière de 2008.
Martine Vandeville a une fille et une petite fille. Elle partage sa vie entre Paris et la campagne creusoise.

## Théâtre
| Pièce                                       | Auteur(e)                           | Metteur(se) en Scène  |
| ------------------------------------------- | ----------------------------------- | --------------------- |
| Concert à la carte                          | Franz Xaver Kroetz                  | Martine Vandeville    |
| Et pourtant le silence ne pouvait être vide | Jean Magnan                         | Robert Gironès        |
| Haute Autriche                              | Franz Xaver Kroetz                  | Christian Peythieu    |
| Macbeth                                     | William Shakespeare                 | Jacques Rosner        |
| Du côté des îles                            | Pierre Laville                      | Jacques Rosner        |
| Peines d'amour perdues                      | William Shakespeare                 | Jean-Pierre Vincent   |
| Nous sommes tous des noms d'arbres          | Armand Gatti                        | Armand Gatti          |
| Dernières Nouvelles de la peste             | Bernard Chartreux                   | Jean-Pierre Vincent   |
| La Cruche cassée                            | Heinrich von Kleist                 | Bernard Sobel         |
| Les Corps électriques                       | d'après Dos Passos                  | Christian Peythieu    |
| Le Ion                                      | Platon                              | Michèle Foucher       |
| Le Chant du départ                          | Ivane Daoudi                        | Jean-Pierre Vincent   |
| Maitresse d'Esthètes                        | Martine Vandeville                  | Martine Vandeville    |
| Princesses                                  | Fatima Gallaire                     | Jean-Pierre Vincent   |
| Adam et Ève                                 | Mikhaïl Boulgakov                   | Charles Tordjman      |
| Combat dans l'Ouest                         | Vsevolod Vitalievich Vishnevsky     | Jean-Pierre Vincent   |
| Nora                                        | Elfriede Jelinek                    | Claudia Staviski      |
| Comme tu me veux                            | Luigi Pirandello                    | Claudia Staviski      |
| Le Poisson des grands fonds                 | M.L. Fleischer                      | Bérangère Bonvoisin   |
| L'Avare                                     | Molière                             | Roger Planchon        |
| Le Médecin malgré lui                       | Molière                             | Alain Yver            |
| Électre                                     | Sophocle                            | Claudia Staviski      |
| L'Avenir oublié                             | Slimane Benaïssa                    | Slimane Benaïssa      |
| La Locandiera                               | Carlo Goldoni                       | Claudia Staviski      |
| Le Songe d'une nuit d'été                   | William Shakespeare                 | Claudia Staviski      |
| Cairn                                       | Enzo Cormann                        | Claudia Staviski      |
| Monsieur chasse                             | Georges Feydeau                     | Claudia Staviski      |
| L'Age d'Or                                  | Georges Feydeau                     | Claudia Staviski      |
| Slogans pour 343 actrices                   | Maria Soudaïeva et Antoine Volodine | Bérangère Bonvoisin   |
| Bérénice                                    | Jean Racine                         | Jean-Louis Martinelli |
| Caresses                                    | Sergy Belbel                        | Christian Taponnart   |
| L'Autre                                     | Enzo Cormann                        | Enzo Cormann          |
| Médée                                       | Sénèque                             | Zakariya Gouram       |
| Les Fiancés de Loche                        | Georges Feydeau                     | Jean-Louis Martinelli |
| Une maison de poupée                        | Henrik Ibsen                        | Jean-Louis Martinelli |
| Noces de sang                               | Federico García Lorca               | Daniel San Pedro      |
| La Rimb                                     | Xavier Grall                        | Jean-Noel Dahan       |
| Cyrano de Bergerac                          | Edmond Rostand                      | Dominique Pitoiset    |
| Arturo Ui                                   | Bertolt Brecht                      | Dominique Pitoiset    |
| Ivanov                                      | Anton Tchekhov                      | Christian Benedetti   |

## Filmographie

### Cinéma
| Film                              | Réalisateur(trice)               |
| --------------------------------- | -------------------------------- |
| Faites comme si je n'étais pas là | Olivier Jahan                    |
| Sombre                            | Philippe Grandrieux              |
| Le Plus Beau Métier du monde      | Marcel Bluwal                    |
| La Beauté du monde                | Yves Caumon                      |
| Snowboarder                       | Olivier Barco                    |
| Manques                           | M. Saci                          |
| L'Affût                           | David Thion                      |
| Versailles                        | Pierre Schoeller                 |
| Retomber amoureuse                | Pierre Trividic et Mario Bernard |
| Pour elle                         | Fred Cavaye                      |
| Ricky                             | François Ozon                    |
| Sponsoring                        | Malgorzata Szumowska             |
| Le Moine                          | Dominik Moll                     |
| Dans la tourmente                 | Christophe Ruggia                |
| L'Exercice de l'État              | Pierre Schoeller                 |
| Trois Mondes                      | Catherine Corsini                |
| Microbe et Gasoil                 | Michel Gondry                    |
| Jusqu'à la garde                  | Xavier Legrand                   |
| Rebelles                          | Allan Mauduit                    |

### Télévision
| Série ou Téléfilm          | Réalisateur(trice) |
| -------------------------- | ------------------ |
| Presque veuve              | R. Kahane          |
| Veuve de Pierre            | D. Julliani        |
| Et Dieu dans tout ça       | J. Audouard        |
| La Preuve                  | R. Kahane          |
| Sans broncher              | J. Audouard        |
| L'Art de la fugue          | M. Vernoux         |
| Présumé coupable           | P. Joassin         |
| Ma petite Mimi             | R. Kahane          |
| Mémoire des murs           | G. Giulliani       |
| Pierre qui roule           | M. Vernoux         |
| Papa poule                 | R. Kahane          |
| Comme une pantoufle        | J. Audouard        |
| Police District            | O. Chavarot        |
| Rastignac et les Ambitieux | A. Tasma           |
| Chère Marianne             | B. Uzan            |
| Paris Enquêtes criminelles | J.T Felippe        |
| Les Vacances de Clémence   | M. Andrieu         |
| Boulevard du Palais        | Thierry Petit      |
| Jeanne Devere              | M. Bluwal          |
| La Joie de vivre           | J.P. Ameris        |
| Interdits d'enfants        | J. Renard          |
| Engrenages                 | J.M. Brondolo      |
| Un village français        | J.P. Amar          |
| Jeux d'influence           | J.X. de l'Estrade  |